# جاده ئی۶۹۱ اروپا
جاده ئی۶۹۱ اروپا (به انگلیسی: European route E691) یکی از جاده‌های درجه ۲ قاره اروپا است.
این جاده از شهر آشتاراک (ارمنستان) شروع شده و در شهر خراسان (ترکیه) به پایان می‌رسد.